# Choerodon schoenleinii
Choerodon schoenleinii е вид лъчеперка от семейство Labridae. Видът е почти застрашен от изчезване.

## Разпространение
Разпространен е в Австралия (Западна Австралия, Куинсланд и Северна територия), Бруней, Вануату, Виетнам, Източен Тимор, Индонезия (Калимантан, Малки Зондски острови, Малуку, Западна Нова Гвинея, Сулавеси, Суматра и Ява), Камбоджа, Китай, Малайзия (Западна Малайзия, Сабах и Саравак), Нова Каледония, Папуа Нова Гвинея, Провинции в КНР, Сингапур, Соломонови острови, Тайван, Тайланд, Филипини, Хонконг и Япония (Рюкю).